# El Golea Airport
El Golea Airport är en flygplats i Algeriet. Den ligger i den centrala delen av landet, 700 km söder om huvudstaden Alger. El Golea Airport ligger 398 meter över havet.
Terrängen runt El Golea Airport är platt. Runt El Golea Airport är det mycket glesbefolkat, med 4 invånare per kvadratkilometer. Trakten runt El Golea Airport är ofruktbar med lite eller ingen växtlighet.